# Balancín (ocio)

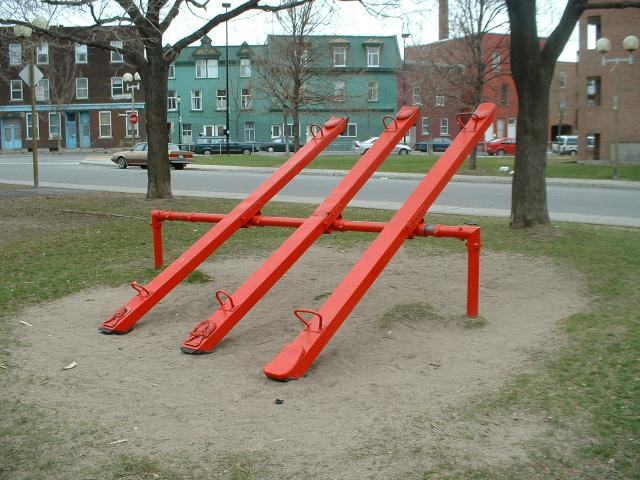
Balancines

El balancín, cachumbambé, subibaja o trancabalanca es un entretenimiento infantil que consiste en una barra larga de metal o madera con asientos en sus extremos y apoyada en su punto medio, constituyen una diversión tradicional de la infancia, y se encuentran en parques y jardines junto a columpios, toboganes y otros elementos lúdicos.
Su funcionamiento es el siguiente. Los niños se sientan en los sillines uno enfrente de otro y se impulsan alternativamente hasta lograr estar en lo más alto. De este modo, se produce un placentero vaivén vertical. En este sentido, es recomendable que los usuarios tengan pesos similares de modo que ambos puedan subir y bajar. En caso contrario, el balancín se vencería exclusivamente hacia un lado dejando al otro niño suspendido.
Como variación convencional, se puede encontrar balancín con muelles cuya barra se mantiene en posición horizontal al apoyarse sobre dos muelles. La ventaja respecto al convencional reside en que exige un menor esfuerzo y suaviza el movimiento evitando así posibles accidentes.
En la isla de Cuba se lo conoce localmente como «cachumbambé».